# Рико, Серхио
Се́рхио Ри́ко Гонса́лес (исп. Sergio Rico González; родился 1 сентября 1993 года, Севилья, Испания) — испанский футболист, вратарь клуба «Аль-Гарафа». Участник чемпионата Европы 2016 года.

## Клубная карьера
Рико — воспитанник клуба «Севилья» из своего родного города. Несколько сезонов был третьим вратарём команды. В сезоне 2014/15 Серхио смог выиграть конкуренцию за место в основе у Мариано Барбосы и Бету. 14 сентября в матче против «Хетафе» он дебютировал в Ла Лиге. Через четыре дня Рико сыграл в поединке Лиги Европы против нидерландского «Фейеноорда», дебютировав на международной арене. Приняв участие в 11 матчах турнира, Серхио помог «Севилье» второй раз подряд выиграть трофей. В сезоне 2015/2016 Рико стал первым номером, выиграв конкуренцию у Бету. В 2016 году он стал двукратным победителем Лиги Европы, несмотря на то, что в этом турнире в основе выходил его сменщик Давид Сория.
Летом 2018 года Рико перешел на правах аренды в английский «Фулхэм». 27 октября в матче против «Борнмута» он дебютировал в английской Премьер-лиге.
1 сентября 2019 года Рико перешел во французский «Пари Сен-Жермен» на правах аренды с опцией выкупа и стал первым испанским вратарем в столичной команде. 9 ноября в матче против «Бреста» он дебютировал в Лиге 1. По окончании аренды клуб выкупил трансфер вратаря.
В сезоне-2021/22 Рико проиграл конкуренцию в «ПСЖ» Джанлуиджи Доннарумме и Кейлору Навасу и перешёл в «Мальорку» на правах аренды до конца сезона. 2 марта 2022 года в матче против «Реал Сосьедад» он дебютировал за новую команду.

## Международная карьера
1 июня 2016 года в товарищеском матче против сборной Южной Кореи Рико дебютировал за сборную Испании, заменив во втором тайме Икера Касильяса.
Летом 2016 года Рико попал в заявку сборной на участие в чемпионате Европы во Франции. На турнире он был запасным и на поле не вышел.

## Личная жизнь
В 2016 году познакомился с моделью Альбой Силвой, через 6 лет они поженились.

### Здоровье
28 мая 2023 года Рико был госпитализирован с черепно-мозговой травмой, полученной после инцидента с лошадью. Вскоре многие источники стали писать, что футболист «Пари Сен-Жермен» упал с лошади во время верховой езды, однако эта информация была опровергнута. Семья Серхио сообщила, что в него врезалась повозка и сбежавшая лошадь в городе Эль-Росио, в который он отправился во время паломничества после чемпионства своей команды в лиге страны. Рико был доставлен в больницу Севильи с кровоизлиянием в мозг, его ввели в состояние интенсивной терапии. Позже его здоровье улучшилось. 9 июня вратарь был повторно введён в медикаментозную кому после ухудшения состояния. 19 июня жена Серхио сообщила испанскому телеканалу Telecinco о том, что Рико вышел из комы и начал узнавать родных. 18 августа вратарь был выписан из севильского госпиталя Вирхен-дель-Росио. При этом утверждалось, что возвращение игрока в футбол маловероятно.

## Достижения
«Севилья»
- Победитель Лиги Европы УЕФА (2): 2014/15, 2015/16

«Пари Сен-Жермен»
- Чемпион Франции (3): 2019/20, 2021/22, 2022/23
- Обладатель Кубка Франции (2): 2019/20, 2020/21
- Обладатель Суперкубка Франции: 2020
- Обладатель Кубка французской лиги: 2019/20

## Статистика выступлений
| Клуб             | Сезон            | Лига | Лига | Кубки | Кубки | Еврокубки | Еврокубки | Итого | Итого |
| Клуб             | Сезон            | Игры | Голы | Игры  | Голы  | Игры      | Голы      | Игры  | Голы  |
| ---------------- | ---------------- | ---- | ---- | ----- | ----- | --------- | --------- | ----- | ----- |
| Севилья B        | 2010/11          | 1    | −1   | 0     | 0     | 0         | 0         | 1     | −1    |
| Севилья B        | 2011/12          | 2    | −2   | 0     | 0     | 0         | 0         | 2     | −2    |
| Севилья B        | 2012/13          | 10   | −20  | 0     | 0     | 0         | 0         | 10    | −20   |
| Севилья B        | 2013/14          | 22   | −33  | 0     | 0     | 0         | 0         | 22    | −33   |
| Севилья B        | 2014/15          | 1    | −1   | 0     | 0     | 0         | 0         | 1     | −1    |
| Севилья B        | Итого            | 36   | −57  | 0     | 0     | 0         | 0         | 36    | −57   |
| Севилья          | 2014/15          | 21   | −24  | 5     | −6    | 11        | −9        | 37    | −39   |
| Севилья          | 2015/16          | 34   | −42  | 5     | −4    | 6         | −11       | 45    | −57   |
| Севилья          | 2016/17          | 35   | −45  | 3     | −8    | 9         | −9        | 47    | −62   |
| Севилья          | 2017/18          | 24   | −39  | 6     | −4    | 10        | −16       | 40    | −59   |
| Севилья          | 2018/19          | 0    | 0    | 0     | 0     | 1         | −1        | 1     | −1    |
| Севилья          | Итого            | 114  | −150 | 19    | −22   | 37        | −46       | 170   | −218  |
| Фулхэм           | 2018/19          | 29   | −56  | 3     | −3    | 0         | 0         | 32    | −59   |
| Фулхэм           | Итого            | 29   | −56  | 3     | −3    | 0         | 0         | 32    | −59   |
| Пари Сен-Жермен  | 2019/20          | 2    | −4   | 5     | −2    | 3         | 0         | 10    | −6    |
| Пари Сен-Жермен  | 2020/21          | 0    | 0    | 0     | 0     | 0         | 0         | 0     | 0     |
| Пари Сен-Жермен  | Итого            | 2    | −4   | 5     | −2    | 3         | 0         | 10    | −6    |
| Всего за карьеру | Всего за карьеру | 181  | −267 | 27    | −27   | 40        | −46       | 248   | −340  |